# 광천초등학교
광천초등학교는 대한민국 충청남도 홍성군에 있는 공립 초등학교이다.

## 학교 연혁
- 1944년 3월 1일 광천대화공리국민학교 개교
- 1949년 12월 24일 광동국민학교로 교명 변경
- 1996년 3월 1일 광동초등학교로 교명 변경
- 2013년 3월 1일 광신초등학교와 통합
- 2014년 2월 12일 광천초등학교 제1회 졸업식(졸업생 24명/ 광동초 68회 15명, 대평초 65회 5명, 광남초 42회 4명)
- 2014년 3월 1일 광남초등학교, 대평초등학교와 통합하여 광천초등학교로 교명 변경(교사는 광동초 부지에 개축되며, 그 동안 대평초 부지에서 2016학년도 1학기까지 임시로 광천초 운영을 했음.)
- 2016년 9월 1일 신축 교사로 학교 이전
- 2019년 3월 1일 덕명초등학교와 통합

## 통합 배경
광천초등학교가 위치한 광천읍은 과거 옹암포구를 통해 지리적 이점을 기반으로 큰 상권이 발달할 수 있었고, 한때 중부 서해안 최대의 해상 거점도시로 각광받았지만, 안면도에 연륙교가 생기는 등 육상교통이 발달하게 되고, 간척사업 등으로 모래가 퇴적하여 수심이 얕아져 독배가 들어가지 못하게 되어 옹암포구는 폐항되었고 광천은 쇠퇴의 길을 걷게 되었다. 이로 인해 전성기에 5만명 가량의 인구를 보유하며 홍성군 전체는 물론이요, 주변 시,군들 중에서 가장 인구가 많고 높은 소득수준을 자랑하며 활기 넘치던 곳이었던 광천읍은 이제는 만명 남짓의 주민이 거주하며, 주로 특산물인 토굴 새우젓과 조선김을 판매하는 시장에 의존하여 대부분의 주민들이 생활하고 있으며, 이런 지속적인 인구 감소는 최근 광천읍의 일부 초등학교와 중학교에 대해 통폐합이 논의되고, 시행되고 있는 상황이다.

## 참고 자료
- 광천초등학교 - 한국교육학술정보원 학교알리미